# القين بن جسر
بنو القين (الانجليزية: Banu al-Qayn) بفتح القاف وسكون الياء والنون هي إحدى قبائل قضاعة، ويعود نسب القين إلى النعمان بن جسر بن شيع الله بن أسد بن وبرة بن تغلب بن حلوان بن عمرو بن الحاف بن قضاعة. قضاعة هو ابن مالك بن حمير، حسب ما ورد في كتاب "نسب معد واليمن الكبير" للكلبي، وهناك قول آخر ينسب قضاعة إلى معد بن عدنان.
كانت منازل بني القين تمتد من أطراف الشام وصولًا إلى العُلا وتبوك وأطراف المدينة المنورة. لهم وجود طويل في المنطقة ولهم تأثير في تراثها وآثارها، حيث لا تزال النقوش الأثرية شاهدة على تواجدهم القديم منذ الألفية الثانية قبل الميلاد. وقد وجدت نقوش ثمودية تشير إلى اسم القين في مناطق متفرقة من شمال غرب المملكة العربية السعودية.
يشير التاريخ الديني المتوارث في الكتب السماوية إليهم باسم القينيين. القينيون هم قوم النبي شعيب وأهل مدين، وكان شيخهم "صهر موسى" الذي يُسمى في التوراة "يثرون" أو "جثرو"، وهو تحريف للاسم العربي "جسرو" أو "جسر".

## القينيون: أصل التسمية
يعود أصل تسمية "القينيون" إلى قينان، وهو ابن أنوش بن شيت بن آدم، ومن ذريته مهلائيل ومتوشالخ، ومن نسل مهلائيل يأتي يارد، ومن يارد يأتي نوح عليه السلام.
ترتبط التسمية ايضا بقايين (قابيل) في التوراة، حيث يعتبر بعض الباحثين في تاريخ العهد القديم أن القينيين هم أحفاد قابيل، ابن آدم. فالقينيون شعب يبدأ وجوده التاريخي في نهاية الالفيه الثالثه قبل الميلاد.
من التسمية ايضا اشتقاقها من الكلمة الآرامية "القين" التي تعني الحداد. تشير التوراة إلى عدة معانٍ لكلمة "القين"، مثل العش، في إشارة إلى مساكنهم المحاطة بجبال مؤاب، وأيضًا بمعنى الرمح، مما يتناسب مع تاريخهم كقوم بدويين استخدموا الحديد في صناعة الأسلحة.

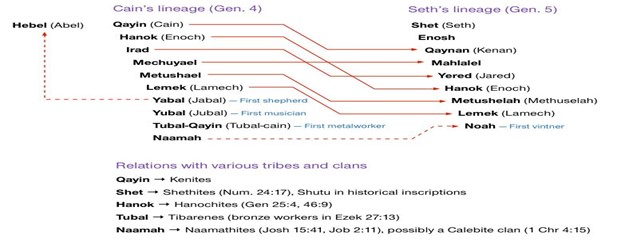
نسب القينيون (بنو القين)

في اللغة العربية، يرتبط أصل التسمية باشتقاقات مثل "قن" التي تعني العش أو القناة، ومنها "قناة الرمح"، و"القنة" التي تعني المرتفع أو الشاهق. يذكر الشنفرى في شعره:
 "فألحَقتُ أولاهُ بأُخراهُ موفياً   على قُنّةٍ أُقعي مراراً وأمثُلُ"
تعارض بعض النصوص التوراتية نظرية كونهم حدادين، مثلما ورد في التوراة "ولم يوجد صانع في كل إسرائيل"، وذلك في العهد الذي احتضن به القينيون بنو اسرائيل.
كان للقينيين علاقة باكتشاف الحديد في بداية العصر الحديدي (٢٥٠٠ ق م – ٩٠٠ ق. م)، حيث استخرجوا الحديد من صخور وادي عربة واستخدموه في صناعة الأسلحة. فأصبح الناس لاحقا يقولون لكل من يعمل بالحديد قيني نسبة للقينيين لانهم اول من استخرجه وادخله في صنعة السلاح ونجد ذلك من خلال تحالفهم مع سبط يهوذا واحتضانهم للنبي داوود الذي كان حدادا وتعلم منهم هذه الصنعه ثم فتح الله عليه وعلمه صنعة الدروع وألان له الحديد.
انتشر اسم القين بين القبائل العربية والسامية، مثل القين بن جشم ملك قيدار، والقين بن أسد، وزهير بن القين البجلي. يشير الانتشار الواسع للاسم إلى كونه تيمناً بشخص عظيم اسمه قين، أو أن الاسم يدل على الرفعة والقوة. وتعود التسمية إلى شخص معين، كما هو الحال في أسماء أخرى مثل القنزيين نسبة إلى قناز بن عيصو، والأدوميين نسبة إلى أدوم بن إسحاق، وغيرهم من الأمم التي تسمت بأسماء سلف مشترك.

## النظام الاجتماعي: القينيون بدو وليسوا حضر
نظرية أن القينيين كانوا بدوًا لها شواهد عديدة من العهد القديم والقرآن الكريم. كانوا يفضلون في الغالب حياة البداوة على حياة الحضر. من بين هؤلاء الركابيون الذين أصروا على سكن الخيام حتى في عصر الملكية المتأخر، محتفظين بوصية أبيهم.
استمر هؤلاء في العيش في الخيام، يمارسون عاداتهم البدوية.

يذكر القرآن الكريم قصة ابنتي كاهن مدين في قوله تعالى:
"وَلَمَّا وَرَدَ مَاءَ مَدْيَنَ وَجَدَ عَلَيْهِ أُمَّةً مِنَ النَّاسِ يَسْقُونَ وَوَجَدَ مِنْ دُونِهِمُ امْرَأَتَيْنِ تَذُودَانِ ۖ قَالَ مَا خَطْبُكُمَا ۖ قَالَتَا لَا نَسْقِي حَتَّىٰ يُصْدِرَ الرِّعَاءُ ۖ وَأَبُونَا شَيْخٌ كَبِيرٌ (23) فَسَقَىٰ لَهُمَا ثُمَّ تَوَلَّىٰ إِلَى الظِّلِّ…" (سورة القصص: 23-24).
تشير هذه الآية إلى أن القوم كانوا رعاة ولهم بئر يسقون منها.

## الجغرافيا والانتشار في العصور القديمة

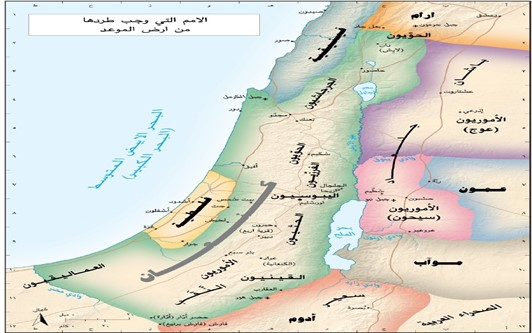
الامم التي وجب طردها من ارض الموعد

القينيون كانوا يسكنون حول خليج العقبة، في صحراء النقب وصحراء سيناء، وكانوا يعتبرون من المدينيين. كانوا أيضًا مجاورين للقنزيين الساكنين في أدوم. وفي العهد القديم، هناك إشارات تُظهر أن القينيين كانوا من أقدم الأمم التي استوطنت أرض كنعان، وكان لهم ارتباط قوي بالعماليق في جنوب فلسطين. كانوا أيضًا أول من سكن في وادي عربه. ورد ذكر لوجود قينيين يسكنون بين العمالقة في زمن شاؤول. لقد انتشروا لاحقًا في فلسطين والأردن، حيث سكن قسم منهم في مؤاب وجنوب النقب، وقسم آخر في الجليل مع سبط يهوذا. وظل قسم منهم يعيش حول ماء مدين شمال الحجاز.

## النسب والأصول (مديان – سام)
في العهد القديم، تشير النصوص إلى القينيين، الذين يُعرفون أيضًا بشعب مدين، كجزء من الشعوب التي عاشت في منطقة مدين. يُذكر في النصوص الدينية أن يثرون القيني، الملقب أيضًا بـ "رعوئيل المدياني"، وهو النبي شعيب كان كاهنًا في مدين، وقد تُصوّر كشخصية دينية هامة ومؤثرة. وتشير النصوص أيضًا إلى وجود شعب ينحدر من "حوباب" و"فيثرون"، والذين يُعتقد أنهم أسلاف زوجة موسى، وهم جزء من القينيين ويُعيشون في منطقة العماليق.
كان يثرون كاهن مديان كان له دور بارز في الحياة الدينية والثقافية لأهل مدين، ويُشار إليه بوصفه قائدًا روحيًا لهم.
كان القينيون يعيشون بجوار مجموعة من الأقوام الكنعانية، وقد ذُكرت أراضيهم التي وُعِدَ بها إبراهيم.
يعتبر حمو موسى الذي كان راعيًا وكاهنًا في أرض مديان شخصية مهمة في النصوص الدينية، حيث تُذكر خدمته كراعٍ وخادمٍ ديني لأهل المدين.
القينيون شعب سامي وساكنة أصيلة في المنطقة الى جوار العماليق والكنعانيين اذا صح فصلهم عن بعضهم كما تشير الى ذلك كثير من الدراسات التي تناولت العهد القديم. ومنها الدراسة التي تطرقت الى تحليل سفر ياشر وهو سفر تاريخي غير ديني تمت الاشاره اليه في العهد القديم كمرجع ومصدر لقصة يوشع بن نون عندما أخر الله له الشمس في وقت الظهيره. وفي هذا السفر يشير الكاتب جون دونالدسون الى ان الساميين انفصلوا عن حام ويافث وانفصلت عائلة ابراهيم عن القينيين وبقية القبائل السامية. فالقينيون جزء من هذه القبائل السامية التي تنتمي لها عائلة النبي ابراهيم عليه الصلاة والسلام. 

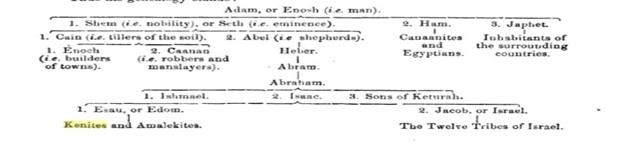
مخطط من دراسة د. جون دونالدسون حول سفر ياشر يوضح فيه أن القينيين من نسل ابراهيم عليه الصلاة والسلام

تم العثور على نص أرامي منقوش على آنية فضية في مصر، يشير إلى قينو بن جشم ملك قيدار، مما يثير اهتمام الباحثين الذين يرجحون أن القيدار والقينيين كانوا كيانًا واحدًا. يعتمد هذا التفسير على التشابه في الأسماء والنسب بين أبناء القين وبنو جشم بن مالك، العشيرة الأكبر بينهم، مما يعزز الفهم العميق للروابط التاريخية والقبلية بين القينيين والشعوب الأخرى في المنطقة. والذي يربطه الباحثون بالقينيين نفسهم، مما يشير إلى وحدة كيانهم الثقافية والتاريخية في المنطقة وتأثيرهم المتبادل مع الثقافات الأخرى المحلية في تلك الحقبة.

نقش ملك قيدار قينو بن جشم
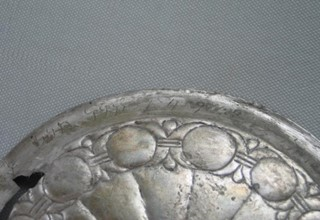
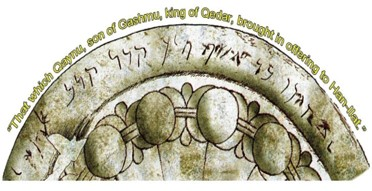
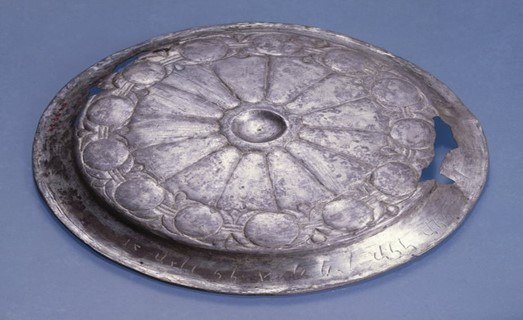

## يثرون القيني "شعيب" بين التوراة و القرآن والتراث الاسلامي
يثرون القيني هو شخصية دينية بارزة وردت في التوراة ويشار إليه في القرآن الكريم باسم النبي شعيب عليه السلام. يُعتبر يثرون كاهنًا في مدين وحمو النبي موسى عليه السلام. تعكس النصوص الدينية المختلفة الروابط الثقافية والتاريخية بين الشعوب في ذلك الزمن.

#### يثرون القينيفي التوراة
يُذكر يثرون القيني في التوراة كحمو موسى وكاهن مدين، ويشار إليه بأسماء مختلفة مثل "رعوئيل المدياني". يظهر هذا التنوع في الأسماء كدليل على التأثير المتبادل بين الثقافات المختلفة في المنطقة. 

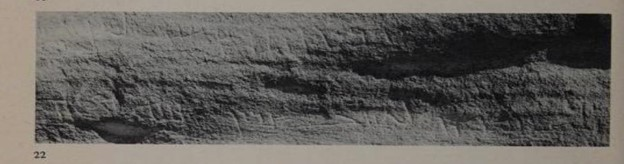
نقش نبطي بعنوان (ذكريات جشرون – جسرون) بالقرب من العلا شمال المملكة العربية السعودية

#### يثرون القينيفي الإسلام
وفقًا لتفسير البغوي وشرح العيني لصحيح البخاري والكامل لابن الأثير، اسم زوجة موسى عليه السلام هو صفوراء بنت شعيب. هناك تباين في تفسير هوية حمو موسى عليه السلام بين فقهاء المسلمين. البعض يرون أنه النبي شعيب عليه السلام، بينما يعتقد آخرون أنه كان رجلاً صالحاً أو ابن أخ شعيب عليه السلام. يذكر ابن كثير والسعدي في تفسيريهما أن حمو موسى ليس شعيب النبي.

الجمهور من العلماء، بما في ذلك الحسن البصري ومالك بن أنس، يعتبرون أن حمو موسى هو النبي شعيب عليه السلام. نسب شعيب يعود إلى شعيب بن نوبة بن مدين بن إبراهيم عليهم السلام، وهو أحد الأنبياء العرب الأربعة الذين ذكرهم النبي محمد صلى الله عليه وسلم في حديثه لأبي ذر الغفاري حيث قال :
" منهم أربعة من العرب هود وصالح وشعيب ونبيك يا أبا ذر"
وهو ابن النبي ابراهيم عليه الصلاة والسلام من زوجته قاطوراء.

#### الأسماء والنسب ليثرون القيني
يُعرف يثرون في العهد القديم بالعبرانية "يثرون القيني" أو "رعوئيل"، والذي يعني "صديق الرب" أو "نصير الرب". وقد ترجم اسمه الي "جسرون"، وهو اسم جد لبني القين. 

## علاقتهم بالعماليق
في العهد القديم، تناولت التوراة العلاقات التاريخية بين القينيين والعماليق في منطقة مدين، التي امتدت من يثرب حتى أدوم خلال ذلك الزمان. القينيون كانوا جزءًا من مجموعة الأمم السامية والكنعانية، وكانت بينهم علاقات متنوعة بما في ذلك الصلات الطيبة والعلاقات التجارية مع العماليق. على الرغم من هذه العلاقات، كان القينيون أيضًا محتضنين لبني إسرائيل، وساندوهم خلال غزوهم لأراضي العماليق وكنعان. تلقى القينيون دعمًا من ملوك إسرائيل الذين لم ينسوا لطفهم تجاههم منذ خروجهم من مصر وفترة التجوال في البرية.
ومن الناحية الدينية، علم القينيون موسى تعاليم دينهم والإله يهوه. يظهر هذا الارتباط العميق بين القينيين وبين بني إسرائيل في الجوانب الدينية والثقافية، كما تذكر النصوص القرآنية أيضًا حما موسى الذي طُلب منه مهرًا لابنته، مما يُظهر استمرارية التواصل والتبادل بين أتباع الديانات الإبراهيمية في تلك الحقبة.

## علاقة القينيين ببني كالب (الكالبيين)

#### قبيلة الكالبيين: الخلفية التاريخية
تعد قبيلة الكالبيين من القبائل الهامة التي سكنت جنوب فلسطين والأردن. ينسب الكالبيون إلى كالب بن يفنة القنزي، الذي يعود نسبه إلى قناز بن عيصو بن إسحق. يُعرف كالب بن يفنة كواحد من الجواسيس الذين أرسلهم النبي موسى لاستطلاع أرض كنعان، وأحد الاثنين الذين وافقوا موسى في غزوه لتلك البلاد.

في القرآن الكريم، وردت إشارة إلى هذا الحدث في سورة المائدة:
"قَالَ رَجُلاَنِ مِنَ الَّذِينَ يَخَافُونَ أَنْعَمَ اللَّهُ عَلَيْهِمَا ادْخُلُوا عَلَيْهِمُ الْبَابَ فَإِذَا دَخَلْتُمُوهُ فَإِنَّكُمْ غَالِبُونَ وَعَلَى اللَّهِ فَتَوَكَّلُوا إِنْ كُنْتُمْ مُؤْمِنِينَ" (المائدة: 23).

#### علاقة القينيين ببني كالب
تشير الدراسات إلى وجود علاقة بين بني كالب والقينيين. في دراسة "التعددية والهوية: دراسات في السلوك الطقسي" للباحث بلاتفيت فان دير تورن، كان القينيون والكالبيون تجمعهم روابط عديدة منها الخلفية الثقافية ذات السمة البدوية، ووجودهم جنوب فلسطين بجوار مملكة يهودا، وعلاقتهم الطيبة بالنبي داود. يستند الباحث إلى نصوص من العهد القديم في أسفار يشوع، صمويل، والعدد.

توجد صلة وثيقة تربط بين الكالبيين والقينيين سواءً من جهة النسب إلى إبراهيم عليه السلام أو من خلال الرقعة الجغرافية والمعتقد الديني الإبراهيمي الموحد. حتى في تسمية المدن مثل "قاين" و"كالب"، يظهر هذا الارتباط. مع نهاية دولة إسرائيل ودمار مملكتي يهوذا والسامرة، اختفى ذكر هذه العشائر تماماً. إلا أن النقوش الصفائية والنبطية والثمودية أشارت إلى ظهور هذه القبائل مرة أخرى في القرن الأول الميلادي، حيث تشاركت الحكم في المنطقة بجوار ممالك أخرى مثل الأنباط والتدمريين والغساسنة.

خريطة توضح وجود القينيين والكالبيين بجوار بعضهم البعض
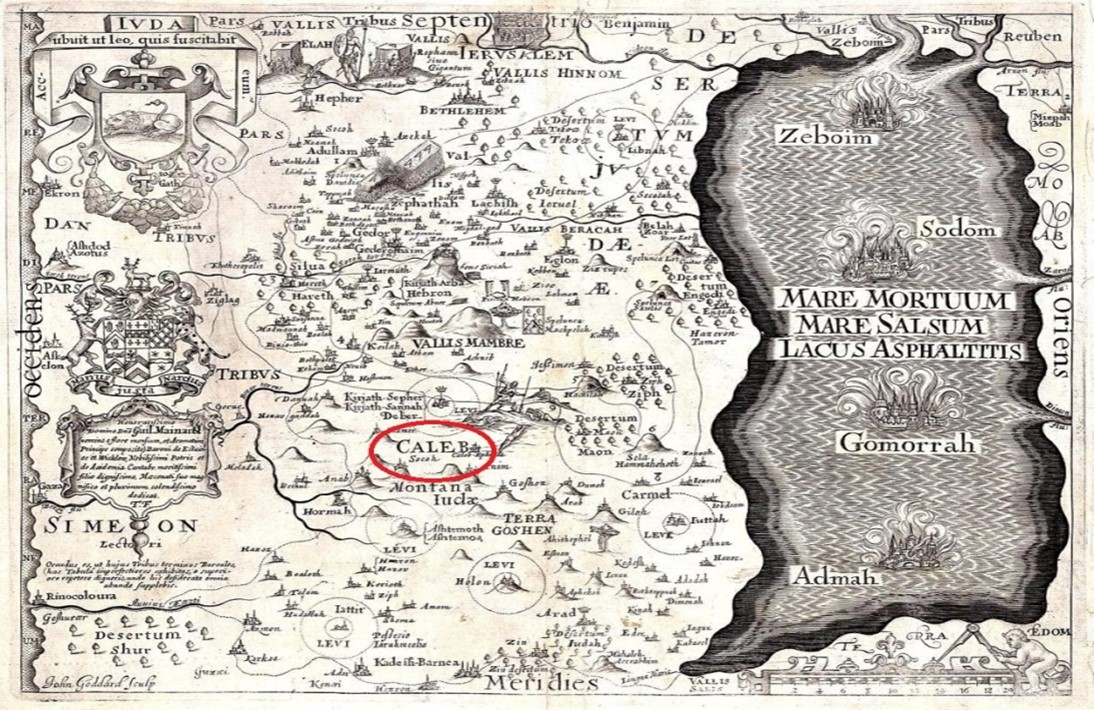
خريطة توضح مكان مدينة كالب ( عاصمة الكالبيين بجوار ممالك يهوذا والقينيين)

تعد النقوش الموجودة في تيماء دليلاً على الروابط التاريخية والثقافية بين القبائل القديمة في جنوب فلسطين والأردن وشمال الجزيرة العربية. تبرز تيماء كمركز حضاري هام يعكس التفاعل بين الحضارات المختلفة، فنقش فرعون ونقش كلب ونقوش القين وكلما اتجهنا شمالاً ظهرت نقوش بلي وقضاعة وغيرها والنقوش تدعم بأن قضاعة والعماليق والفراعنة خرجوا من نفس الأمة.

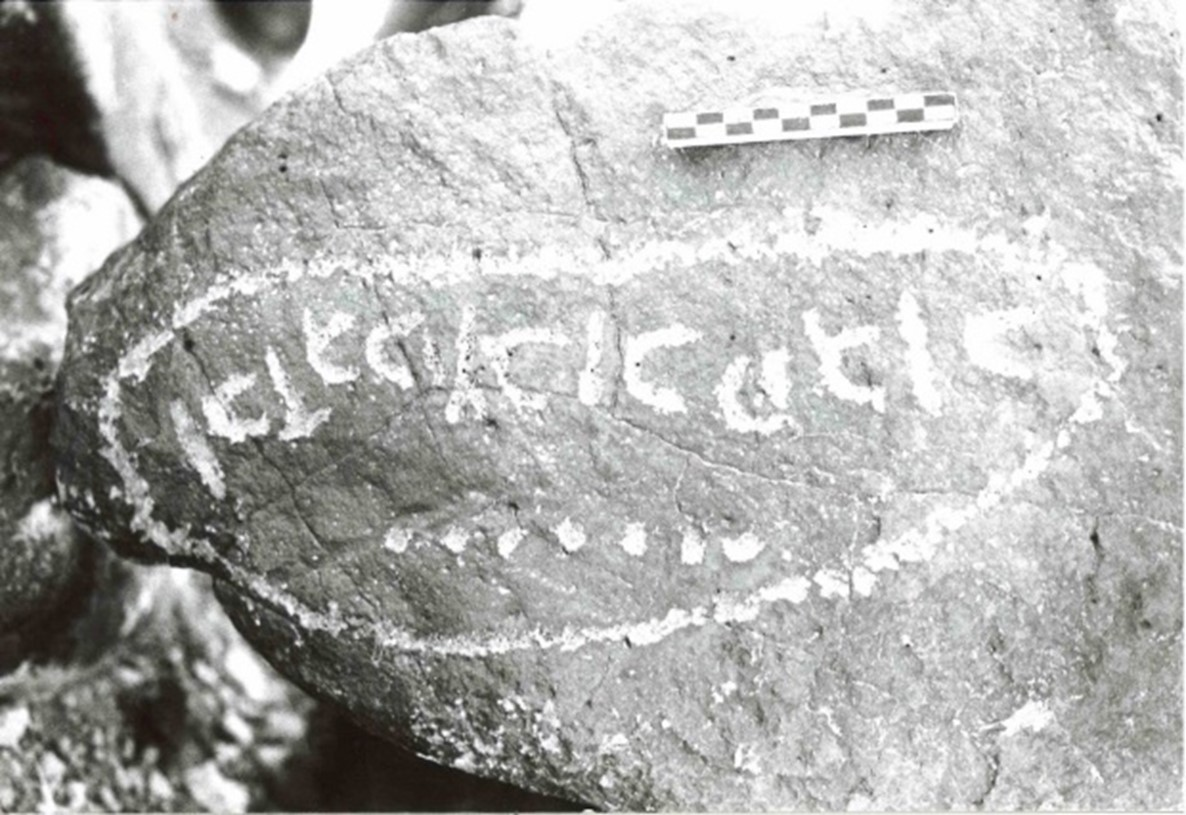
نقش صفائي يوثق ( ب ز ك ب ن ح ص ي ب ب ن ك ل ب ) بازك بن حصيب بن كلب
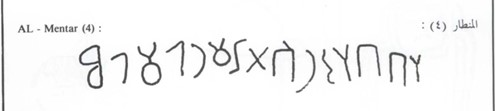
نقش ثمودي في تيماء ( ب أ ر ل  ب ن ك ل ب ) بأرل بن كلب

## الميثولوجيـا والمعتقد الديني للقينيين
تشير التوراة إلى أن القينيين كانوا السبب في إدخال عبادة "يهوه" إلى بني إسرائيل من خلال يثرون القيني، المعروف أيضًا بشعيب، كاهن مدين. يُعتقد أن يثرون هو الذي عرَّف موسى على "يهوه" قبل أن يتجلى له الرب في حادثة النار التي اشتعلت في العليقة (الشجرة). كما توضح أن "يهوه" قادم من الجنوب، من مناطق مثل أدوم، ساعير، تيمان، وجبل فاران، وهي المناطق التي سكن فيها القينيون. تشير الدلائل إلى أن القينيين كانوا يعبدون الإله الواحد قبل بني إسرائيل، مما يرجح أنهم من نسل مدين بن إبراهيم. ولا تزال طائفة موجودة حتى الآن تعبد إله القينيين "يهوه"، وهي ما يعرف بـ"اليهودية القديمة" أو "يهودية يثرون". يعتقد أتباع هذه الطائفة أن مؤسس هذه العبادة هو يثرون القيني، الذي أدخل عبادة "يهوه" إلى بني إسرائيل.

## القينيون وبنو القين

#### النسب والتسمية
بنو القين، وفقاً لكتب النسابة العرب، هم بنو النعمان بن جسر بن شيع الله بن أسد من قضاعة. هناك تباين في الآراء بين النسابة حول وجود صلة بين بني القين هؤلاء وبين القينيين المذكورين في التوراة، على الرغم من القواسم المشتركة بينهما.

#### الاسم
اسم القبيلة هو "بنو القين"، على الرغم من أن جدهم النعمان بن جسر لم يشتهر باسم "ابن القين" أو "القين". كما وُجد نقش صفائي باسم "نعمان بن القين" يعود لبدايات الحقبة الرومانية في القرن الأول قبل الميلاد، مما يعزز أن "القين" كان اسمًا لشخص وليس مجرد صفة.

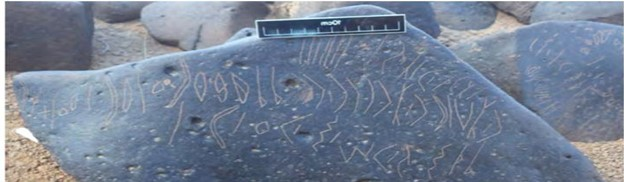
نقش صفائي لظن إيل بن نعمان بن قين بن نعمان

#### الجغرافيا والمكان
قبيلة بنو القين من قضاعة والتي تنتشر في المنطقة الممتدة من جنوب صحراء النقب حتى شمال تيماء في الحجاز (العلا وتبوك)، بمحاذاة وادي السرحان حتى حوران. هذه المناطق هي نفسها التي سكنها القينيون، مما يجعل من الصعب تجاهل هذا التشابه في أماكن الانتشار بين القينيين وبني القين.

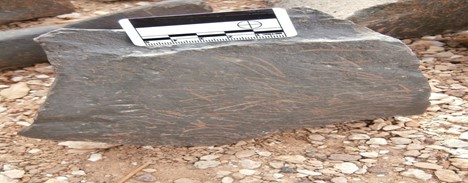
نقش لتيم بن ظن إيل عبد بن نعمان بن قين يرعى إبله وليمنح الامن والحماية

#### الأدلة الأثرية
توجد آثار ونقوش توثق وجود القينيين، وهي واضحة وذكرها مستمر عبر الحقب الزمنية. ايضا دراسة تنقيبية أثرية صدرت سنة 1966 من وزارة الآثار الأردنية تشير إلى تواجد بني القين في الحجاز وتذكر أنهم القينيون. هذه الدراسة تؤكد على قدمهم في المنطقة وأن بني القين ليسوا إلا امتداداً للقينيين، وأن قبائل قضاعة ليست إلا امتداداً لقبائل قديمة كانت تسكن شمال المملكة العربية السعودية.

#### الاستمرارية التاريخية
بعد اختفاء ذكر القينيين، ظهرت قبيلة عربية تُدعى "بنو القين" في نفس المناطق خلال الحقب الهيلينية والرومانية والإسلامية. هم من أبرز قبائل قضاعة وأعلاها مكانة. التشابه الكبير بين الاسمين، والتطابق في الآثار والديار، يدعمان بأن بني القين هم امتداد للقينيين.

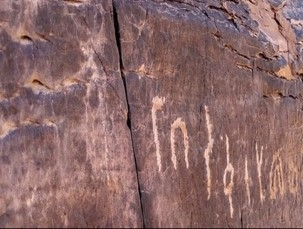
نقش ثمودي في تبوك يشير لاسم بنو القين في تبوك  بلفظ (لبن قن همو) وتعني هذا الماء لبني القين أو ماء بني القين
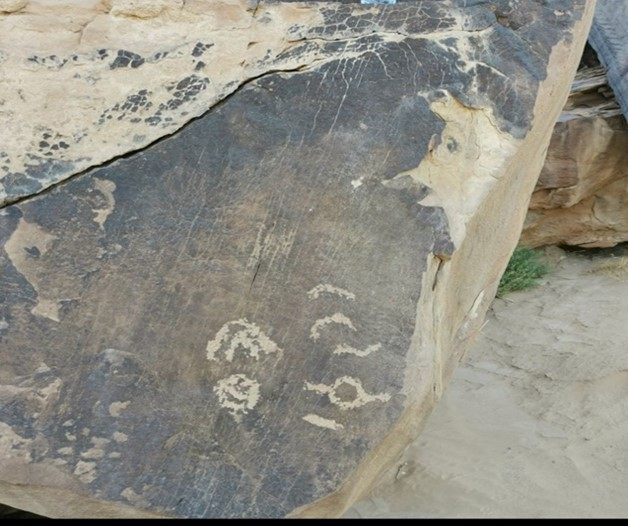
نقش ثمودي اخر في تبوك يشير لاسم بنو القين في تبوك  بلفظ (لبن قن همو) وتعني هذا الماء لبني القين أو ماء بني القين

## بنو القين في الحقبة الرومانيــة

#### السياق التاريخي للحقبة الرومانية
تسمى الفترة الممتدة من 64 ق.م إلى منتصف القرن السابع الميلادي بالحقبة الرومانية في بلاد المشرق العربي. بدأت هذه الحقبة باحتلال بومبي، القائد الروماني، للمنطقة العربية، وانتهت بتحريرها في القرن السابع على يد العرب المسلمين.

#### الوضع السياسي والاجتماعي
في بداية هذه الحقبة، كان القينيون مندمجين في ظل الكونفدرالية النبطية ضمن مملكة الأنباط العربية. لاحقًا، تحالفوا مع قبيلة قضاعة القوية في الشام، وانضموا إليهم في حكم المنطقة. كان بنو القين جزءًا لا يتجزأ من المجتمع القبلي الحاكم في تلك الفترة، حيث فضل الرومان منح حكم ذاتي للأمراء وأعيان المناطق من الأسر المحلية والقبائل، بدلاً من إخضاعهم للحكم المباشر.

#### القوى المؤثرة في تلك الفترة
في تلك الفترة، برزت عدة قوى مؤثرة في المنطقة بجانب القينيين، منها الأنباط، الأيطوريون، القيداريون، التدمريون، السراقينيون "الثموديون"، والأبجريون. اعترف الرومان والبيزنطيون بالقوة العسكرية والخبرات القتالية العالية للوحدات العربية المقاتلة في تلك المنطقة، وتحالفوا أحيانًا مع بعض القبائل العربية ضمن إطار المصالح المشتركة.

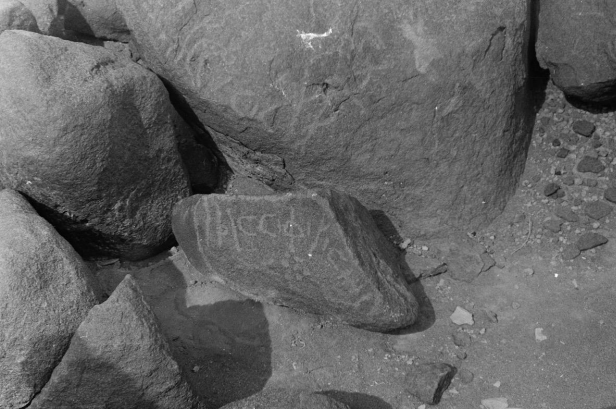
نقش من الفترة النبطية (ل ظ ر ب ب ن ق ن هـ ن ب ط) للظرب بن القين النبطي

#### الدين والنصرانية
دخل بنو القين في دين النصرانية، مثلهم مثل سائر قبائل قضاعة (كلب، بهراء، تنوخ) وكذلك الغساسنة ولخم وجذام. وثق المؤرخ اليعقوبي في تاريخه بأن قضاعة كانت أول من قدم الشام من العرب ودخلوا في دين النصرانية، حيث ملّكهم ملك الروم على العرب في بلاد الشام. وأشار الفيروز أبادي إلى أن النصرانية كانت منتشرة في قبائل ربيعة وقضاعة وبهراء وتنوخ وبعض طيء.

#### الانتقال إلى الإسلام
استمرت قبائل قضاعة، بما فيهم بنو القين، في حكم الشام حتى ظهور الإسلام. مع فجر الإسلام، اعتنقت القبائل العربية الدين الجديد، مما أدى إلى توحيدها وتوسع نفوذها ليشمل أجزاء واسعة من العالم المعروف آنذاك.

## نقوش وآثار متنوعة حول بني القين وقبائل قضاعة
تتنوع النقوش التي تذكر بني القين بين النقوش الصفوية الشمالية ونقوش ثمودية وسيطة ونقوش ثمودية متأخرة ونقوش نبطية و إسلامية ،وكثرة هذه النقوش تشير إلى أهمية وأقدمية بني القين في نطاقهم الجغرافي المعروف الممتد من الحجاز إلى العلا ثم شرقاً باتجاه تيماء وبادية الأردن ، وتواجدهم مع بقية قبائل قضاعة كـ التيم و بلي وكلب ونهد والعفر وغيرهم .وتقدر الفترة الزمنية لهذه النقوش من القرن الخامس قبل الميلاد ولغاية القرن السابع الميلادي وغالبها في الفترة الرومانية.

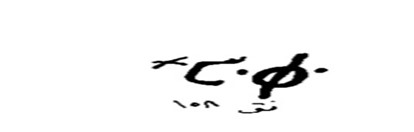
النقش الأول : نقش ثمودي في الجوف ( ب ن ق ن ) بنو القين او ابن القين
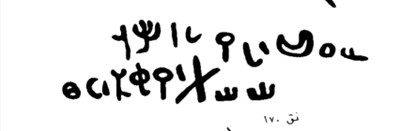
النقش الثاني : نقش ثمودي في الجوف من الحقبة المتأخرة (ه ذ ل ب ي ب ن م ع ك ب ن ا ق ي ن خ ط ط ( خطه هذيل بن عك بن القين)
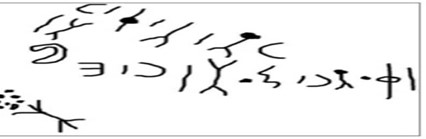
النقش الثالث : وهو نقش ثمودي يوثق  قاعص بن شيع ايل بن حمو ايل بن قين
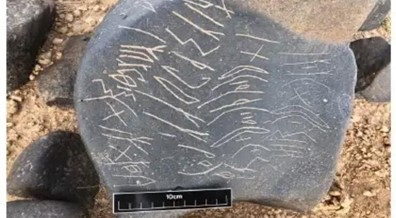
النقش الرابع : نقش صفائي من بادية الأردن وهو هام لوجود اسم نعمان بن القين واسم نعمان اسم علم لجد بني القين وهو النعمان بن جسر.
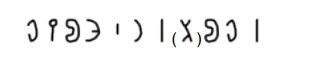
النقش الخامس : نقش صفائي في المفرق بالأردن ( ل ر م إ ل ب ن ب ل ي )  لرم إل بن بلي
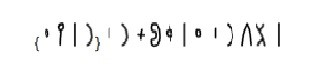
النقش السادس : نقش صفائي في المفرق بالأردن  ( ل ص ع ب ع ل ق م ة ب ن ب ل ي )  للصعب علقمة بن بلي
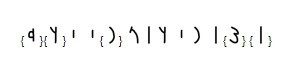
النقش السابع : نقش صفائي في الأردن ( ف إل ب ن ه ل ك ب ن ن ه د ) فا إيل بن هلك بن نهد .
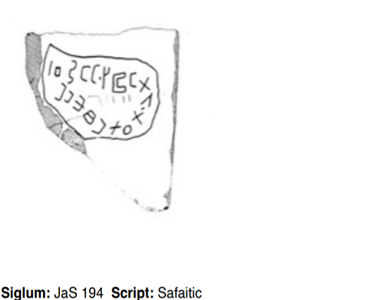
النقش الثامن : نقش صفائي في الأردن ( ل ع ف ر ب ن ح م ر ت ) للعفر بن حمير

## بنو القين في كتب الأنسـاب العربيـة

#### النسب

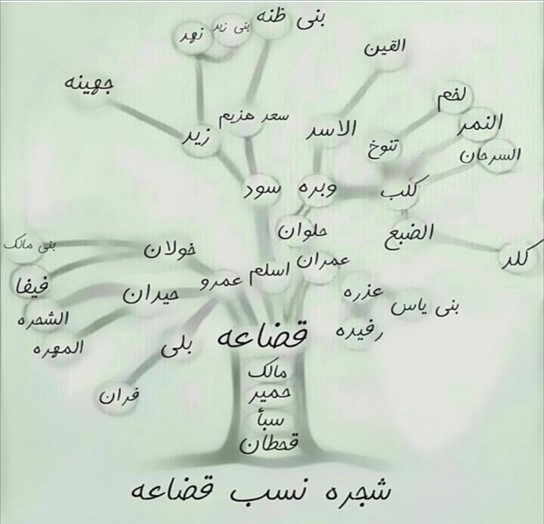
شجرة نسب قضاعه

ينسب بنو القين في كتب الانساب والتراث العربي إلى قبيلة قضاعة وهم بنو نعمان بن جسر بن شيع الله "اللات عند القلقشندي والكلبي" بن أسد بن وبره بن تغلب"ثعلب عند القلقشندي" بن حلوان بن عمران بن الحاف بن قضاعة. واخوانهم بنو فهم بن تيم اللات بن أسد بن وبره بن تغلب بن حلوان بن عمران بن الحاف بن قضاعه ومنهم مالك بن زهير بن عمرو بن فهم الذي عليه تنخت تنوخ ومنه أساس قبيلة تنوخ. وقد يشكل على الباحث في علم الأنساب اسم "القين" وذلك لتكراره بين العرب ومن ذلك ما يحصل من خلط بين بني القين بن جسر وبني القين بن اهود بن بهراء وأيضا بنو القين بن اسد بن خزيمه وهم من العدنانية. 

#### قبائل القين
تنقسم قبائل القين الى ثلاثة أقسام بنو كعب بن القين - بنو كنانة بن القين - بنو الصعب بن القين.

## منازل بني القين
- الحفير : وهي منطقة تقع في بلاد الشام في الأردن وأشار لها ياقوت الحموي في كتابه معجم البلدان فقال : " الحفير وهي من اعمال بنو القين في الأردن "
- جوش : وهي بين أذرعات "درعا" والبادية السورية .مدينة لبني القين وهي التي قال فيها ابو الطمحان القيني: تَرُضُّ حَصى مَعزاءِ جوشٍ وَأَكمَةٍ بِأَخفافِها رَضَّ النَوى بِالمَراضِخِ
- بادية السماوة : بين السماوة وحوران وفيها ماء بنات قين الشهيرة التي دارت فيها معركة بنات قين
- أفيعة : وهي منطقة في بادية الشام
- أبايض : وهي منقطة في بادية الشام
- بقين : في ريف دمشق وسميت "بلقين" نسبة إلى بني القين
- الشرة: وهي منطقة تقع شمال الجزيرة العربية في القريات وذكر العامري في تاريخه أنها من ديار بني القين .
- المدينة المنورة : وذلك إذ ولي عليها حبيش بن دلجة القيني وكان أميراً على الأردن وكان يسكن في المدينة قوم ينسبون إلى بلي يقال لهم القيون وهم حلف في بني سليم كما ذكر في مخطوطة للأندلسي .
- مغاير شعيب في تبوك : وهي التي وجد فيها النقش الثمودي رقم"٢" المكتوب فيه " بل قن همو" هذا الماء لبني القين.[60][61]

## نقوش في العصر الإسلامي لبني القين
نقش إسلامي وتكمن أهميته أنه في منطقة العلا شمال الحجاز ونسب الكاتب نفسه لقبيلة القين .
نقش إسلامي أموي

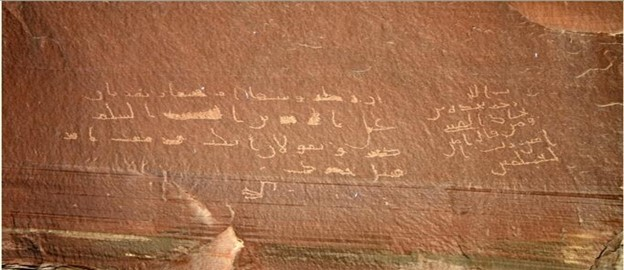
نقش إسلامي " بسم الله رحم الله نجدة بن نجاد القيني ومن قال آمين رب العالمين"

يتناول نسب الكاتب إلى قبيلة القين، وينسب الحيوي أيضاً إلى بني القين، حيث يُذكر زامل بن مصاد القيني الحيوي، الذي كان شاعراً وفارساً. كما يذكر اسم المؤمل، الذي يتكرر في قبيلة بني القين، ومن بينهم المؤمل بن عمر القيني، الذي كان من رواة الحديث.

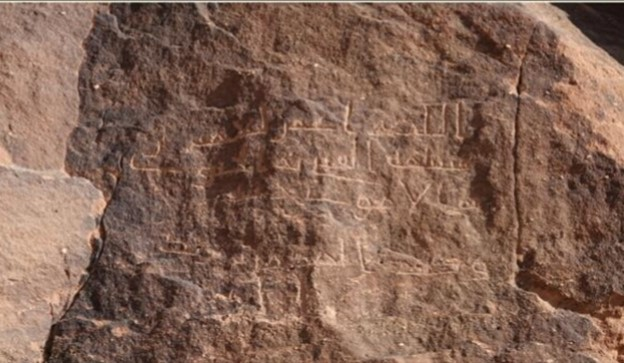
نقش إسلامي أموي "اللهم اغفر لعمير بن مسلمة القيني ثم الحيوي ثم الأموي ذنبه وكتبه المؤمل بن يزيد"

## العلاقات القبلية لبني القين وأحلافهم

#### بنو القين وبلي في مخطوط الأندلسـي
كانت لبني القين علاقات وطيدة مع جميع قبائل قضاعة. منهم أمراء وفرسان قادوا قبائل قضاعة في الشام والحجاز. وقد ذكر الأندلسي في مخطوطة له أن فران بن بلي أقام في طائفة من بلي في معدن لسليم وهم بنو الأخثم بن عوف. ومعدن سليم هذا هو مهد للذهب ويبعد عن المدينة المنورة حوالي 30 كم، وقد أورد نسب هؤلاء "بنو الأخثم" وهم من بنو الأخثم بن عوف بن حبيب بن عصية بن خفاف بن امرئ القيس بن سليم.

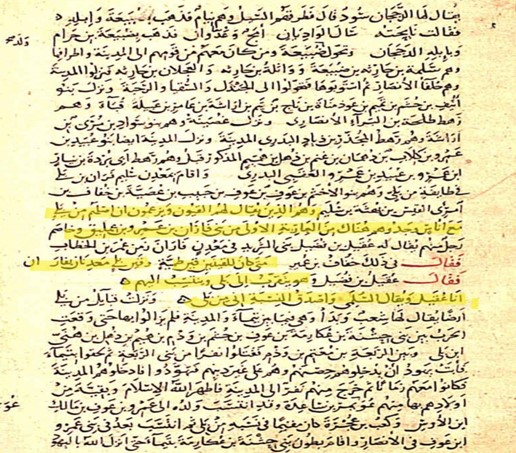
بنو القين وبلي في مخطوط الأندلسـي

#### نسب القيون
وفقًا للأندلسي، كانت هناك طائفة تسكن يثرب مع قوم من العماليق العاربة الأولى. وأن هذه الطائفة هي القينيون الذين سكنوا يثرب منذ القدم مع العماليق، وقد أُشير إلى هذه النقطة في التوراة، وربما انتسبوا في بني سليم لاحقاً فسموا جميعاً بالقيون. أما ابن الكلبي فقد قال أن القيون هم بنو عجيبة بن عمرو بن عبيلة بن قسميل بن فران بن بلي، وذكر أنهم يقال لهم بنو جشم.

#### الاختلافات في النسب
ابن الكلبي ذكر في "نسب معد واليمن الكبير" أن بنو عجيبة بن عمرو بن عبيلة بن قسميل بن فران بن بلي هم (القيون) الذين في بني سليم في معدن فران، ويقال لهم بنو جشم. بينما الأندلسي في مخطوطة له أشار إلى إقامة فران بن بلي في طائفة من بلي وهم بنو الأخثم بن عوف بن حبيب بن عصية ونسبهم إلى سليم. وقد استشهد بقول عقيل بن فضيل وهو يخاصم بني الشريد: "انا عقيل ويقال السلمي.... وأصدق النسبة أني من بلي".

#### حلف بني القين
ابن الكلبي ذكر أن بني عتبة بن ربيعة البهراني وهم من بني القين بن أهود بن بهراء دخلوا حلفاً مع بني عصية البلويين. ويتبين أن بنو عصية البلويين هم بنو عصية بن خفاف بن امرئ القيس بن بهثة بن سليم الذين ذكرهم الأندلسي في "معجم ما استعجم". هذا الاختلاف يعود للعهد البعيد بين فران بن بلي ونزوله في يثرب وبين بداية عصر التدوين في الحقبة الإسلامية بالإضافة للعهد البعيد بين الكلبي وابن حزم، والتحالفات الكثيرة داخل قبائل قضاعة.

#### بني القين وعلاقتهم بالمدينة المنورة والشام
لم يذكر هؤلاء في التاريخ بإسم "بني القين"، وهذا الإسم كان حكراً على بني القين بن جسر من قضاعة دون غيرهم وهؤلاء الآن يقيمون في المدينة المنورة. وتشير الأدلة إلى أن بني القين الآن هم امتداد لقبيلة القين التي كانت تسكن في الحجاز وامتد نفوذها إلى الشام.

### أحلاف بنو القين في الجاهلية والإسلام

#### بنو القين وحلفهم مع طيء
يظهر الحلف بوضوح من خلال أشعار أبو الطمحان القيني في مدح بني لام من طيء. وذكر الاسترابادي في "شرح شافية ابن الحاجب" أن القين بن جسر وطيء كانوا حلفاء، حتى قاتل القين يوم ملكان فحبستهم بنو القين ثلاثة أيام ولياليها؛ لا يقدرون على الماء، فنزلوا على حكم الحارث بن زهدم أخي بني كنانة بن القين.

وقيل في هذه الواقعة شعراً روي في كتاب الإناسة بشرح ألفية الحماسة للأستاذ عثمان عبد الله العمودي :
"نحن حبسنا بني جديلة في نار من الحربِ جَحمةَ الضِّرَمِ نستوقد النبلَ بالحضيض ونصـ ـطاد نفوساً بُنَــت على الكَرَمِ"

#### بنو القين وتنوخ

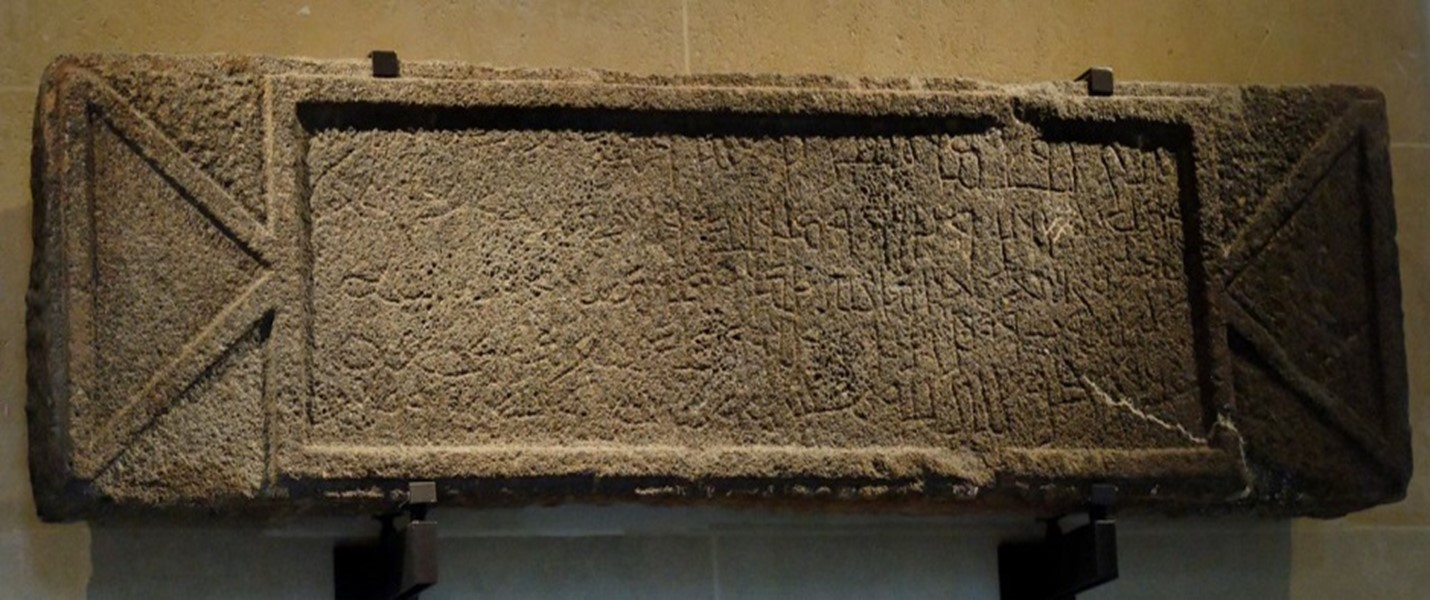
نقش تنوخي لملك العرب امرو القيس بن عمرو ملك العرب كلهم الذي هزم ربيعه ونزار والاسديين

تنوخ هم بنو فهم بن تيم اللات بن أسد بن وبره بن تغلب بن حلوان بن عمرو بن الحاف بن قضاعه، وهؤلاء أقرب الناس نسباً لبني القين وعليهم تجمعت قبائل تنوخ وكان اول ملوك تنوخ منهم وهو مالك بن فهم وأقام التنوخيون في بادية العراق بادئ الأمر ثم تفرقوا بين البحرين والحيرة والشام وجاوروا بني القين في ديارهم. وتنوخ عبارة عن حلف يرأسهم بنو فهم بن تيم اللات وتحالف معهم من أزد عمان وطيء وكندة وقوم من العماليق ، قام بنو فهم بن تيم اللات بشن غارات على الفرس وقتلوا عددا من أقرباء سابور الثاني ملك الفرس سنة ٣٢٤م ولهم في بادية الأردن نقوش عديدة بجوار نقوش لبني القين وهذا يدل على التقارب والتجاور بالإضافة إلى النسب الواحد وامتداد هذه السلالة في المنطقة منذ زمان قديم .

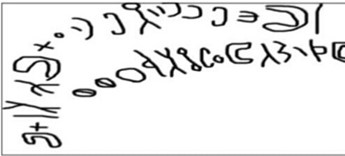
نقش صفائي من بادية الأردن وهو ليس لبني القين إنما لقبيلة التيم (ل م ح ر ب ب ن ن ص ر ب ن ع ت م م ذ ا ل ت م و و ج د ا ث ر ع م ه ف ن د م)

ومن أسماء الأحفاد عمرو بن الحارث وهو اسم لأحد ملوك تنوخ .

#### بنو القين وقبيلة كلب
يشترك بنو القين مع قبيلة كلب في جد مشترك هو وبرة بن تغلب بن حلوان بن عمران بن الحافي بن قضاعة ، فهم أبناء عمومتهم الأقربين واستمرت هذه القربى منذ الجاهلية حتى بزوغ فجر الإسلام فسيطرت قبائل القين مع بني كلب على كثير من مناطق الشام واتسع نفوذهم وكانوا بعضهم لبعض ظهيراً في المعارك والحروب والأحداث الهامة في تلك المنطقة

يقول الشاعر زهير بن جناب الكلبي وهو شاعر جاهلي فقال :
 "لقد علم القبائلُ أنّ ذكري بعيدُ في قضاعة أو نزارِ
وما إبلي بمقتدرِ عليهــــــــا وما حلمي الأصيل بمستعارِ
ستمنعها فوارسُ من بليِّ وتمنعهــا فوارسُ من صحارِ
ويمنعُها بنو القين بن جسرٍ إذا أوقدتُ للحدثــــانِ ناري"

## بنو القين في العصر الحديث

#### بنو القين في العصر الحديث
ذاب بنو القين في بلاد الشام في الحاضرة ولم يبقَ لهم أثر كأهل بادية أو ككيان قبلي. وكما هو الحال مع العديد من القبائل، تمر بفترة نشأة، ثم شباب وانطلاق، ثم فترة كهولة وذبول. بعد قرون طويلة من المجد والقوة، خمل ذكرهم في التاريخ. لقد انخرط بنو القين في أحلاف ضمن قبائل أكبر مثل الغساسنة وبلي. آخر ذكر لهم في البادية الشامية جاء في كتاب "مجمع البحرين" لليازجي في المقامة الأنبارية، حيث قال: سافرت ذات الزمين في ركب من بني القين، يملأون الأذن والعين. وما زلنا نقطع المراحل حتى أنضينا الرواحل. فنزلنا في خلاء بلقع، وقلنا: الرشف أنقع. وكان بين القوم رجل واسع الرواية، بعيد الغاية. فبات يجلو علينا خرائد السمر تحت ظل القمر. حتى خاض في حديث علماء الأدب وحكماء العرب.

#### وجود بني القين في المملكة العربية السعودية
بقي القسم الأكبر من بني القين في المملكة العربية السعودية في المدينة المنورة. هؤلاء لا زالوا محافظين على هويتهم الأصيلة وهم حلف في قبيلة بلي القضاعية وينسبون إليها. يعود تاريخهم إلى فترات قديمة جداً، وكانوا ركيزة أساسية في قبائل قضاعة. في الحجاز، كان لبني القين دور اجتماعي هام في مجتمعهم القبلي. استمراراً لأجدادهم الذين سكنوا يثرب منذ أيام العماليق، ولم يخرجوا منها إلا ليعودوا إليها. وكان حبيش بن دلجة القيني أميراً على المدينة لفترة من الزمن واستقرت ذريته فيها.

#### تفرق بني القين خلال فترة الحكم التركي
خلال فترة الحكم التركي، تشتت شمل الناس في المدينة المنورة بسبب مأساة السفربرلك. تفرقت جماعة بني القين بين الشام ومصر. القسم الذي استقر في مصر دخل حلفاً مع بلي، بينما الذين انتقلوا إلى الشام نزلوا في فلسطين ودخلوا حلفاً مع قبيلة القراجات الرفاعية. أكدت تواصلات بني القين في فلسطين مع بني عمومتهم في المدينة المنورة أن أصولهم تعود إلى منطقة العلا شمال السعودية، حيث هاجروا في وقت سابق إلى فلسطين. في المدينة المنورة، يُروى أن أصولهم تعود إلى منطقة العلا، حيث كان لهم فيها أملاك ومزارع، وأن أجدادهم هاجروا منها قديماً ونزلوا في المدينة المنورة.

#### التواصل بين بني القين في مصر والمدينة المنورة
نُقل كتاب خطي من أحد ابناء بني القين في مصر، ويدعى محمد بن سعيد بن مصطفى القين، يعرب فيه عن رغبته في التواصل مع الشيخ عقيل بن محمد القين في المدينة المنورة. الكتاب يؤكد أن أصول بني القين في مصر تعود إلى منطقة العلا في شمال السعودية، وأنهم هاجروا في وقت سابق إلى مصر.

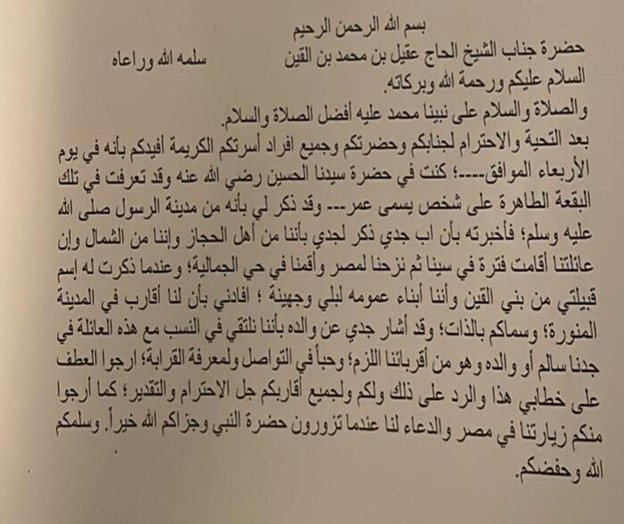
الكتاب الوارد للشيخ عقيل بن محمد بن القين من بني القين في مصر

#### العلاقة مع الأشراف والتحالفات المحلية
أثناء فترة الحكم التركي، كانت هناك خلافات بين بني القين والأشراف. ذكر الدكتور سعيد بن وليد طوله في كتابه "سفربرلك وجلاء أهل المدينة المنورة" أن الشيخ محمد بن علي القين وابنه الأكبر عقيل تعرّضا للسجن على يد الشريف جدوع، أمير الحناكية من قبل الأشراف، بسبب العداوة بين خالهما ذياب ناصر والأشراف. تدخل الشيخ علي الملحس، أحد مشايخ حرب، للإفراج عن عقيل بشرط أن يتوجه إلى الشريف علي في الفريش. استمر عقيل في الفريش حتى وفاة والدته، ثم اتجه إلى أبو ضباع وسكنها طيلة حكم الأشراف حتى سلمت المدينة للملك عبد العزيز.

#### العودة الي المدينة المنورة
بعد انتهاء فترة الترحال، كان خالد بن عمر بن حسر بن محمد القين أول من سكن المدينة بصفة دائمة. خلف ولداً واحداً هو عبد المحسن. يظهر من خلال هذا السرد أن بني القين كانوا يحافظون على مكانة اجتماعية مرموقة بين قبائل المدينة المنورة، وكان لهم علاقات طيبة مع قبيلة حرب، كما يتضح من تدخل شيخ قبيلة حرب لحل الخلافات بينهم وبين الأشراف.

### شخصيات من بني القين في العصر الحديث

#### محمد القين
محمد بن علي بن عبد القادر بن عبد المحسن بن خالد بن عمر ولد عام 1275 هـ في المدينة المنورة. تعلم القرآن الكريم في حياة أبيه، الذي توفي عندما كان عمر محمد اثني عشر عاماً. جد محمد لأمه هو الشريف محمد بن عبد الله ناصر، الذي كان في المدينة المنورة وأول من تولى منصب رئيس بلدية المدينة المنورة. والدته هي جوزاء، التي ينتخي بها آل محمد ناصر، وأخوالها آل أبو ربعة من شيوخ السهلة من حرب مسروح. وبعد وفاة والده، كفله خاله عبد المعين ناصر، الذي زوجه ابنته ساره، وكان صداقها مائة ريال فرنسي وجارية. ولمحمد القين ثلاثة أبناء: عقيل، عبد الله، وصالح.

#### إسهاماته في الأدب:
كان محمد القين مشهوراً بشعر الكسرة، وله مساجلات شعرية نشرت بعضها جريدة الرياض.

### أبناء محــمـــد القيـــــن

#### 1-عقيل القين
عقيل بن محمد القين ولد بالمدينة ونشا بها ونال قسطا من التعليم، كان أحد مُعلمي عُقل القصب ومحله بسوق الشروق قديما و شاعرا ومن مُحبي شعر الكسرة تحديدا وله ابيات في هذا الفن، توفي في برستينا بيوغسلافيا قبل 95 عاما ودفن بها 

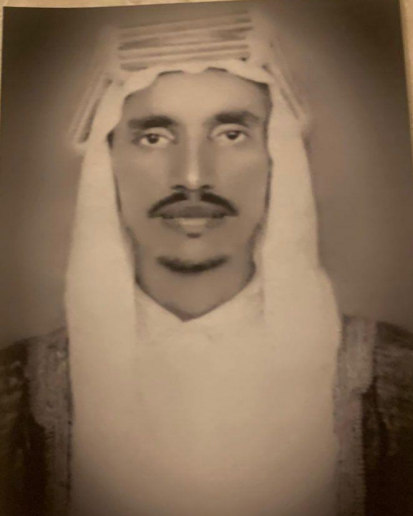
عقيل بن محمد القين

#### 2- عبد الله القين
عبد الله بن محمد القين وُلد في المدينة المنورة عام 1324 هـ، حيث نشأ وتعلم. أدخله والده الكُتّاب في الثامنة من عمره تحت إشراف الشيخ محمد أبو تيج، فحفظ القرآن الكريم غيباً خلال ثلاث سنوات. بعد إتمام حفظ القرآن، اندلعت النيران في أطراف المدينة المنورة بسبب الاشتباكات بين الأشراف والأتراك، مما دفع والده إلى إخراج العائلة إلى الحناكية في طريقهم إلى القصيم، فيما بقي عبد الله في المدينة لخدمة والده وعمه خالد. توجه أخوه عقيل بالعائلة نحو القصيم، حيث اعترضه الشريف جدوع، الذي كان أميرًا للحناكية، وسجنه انتقامًا من خالهما ذياب ناصر. تدخل الشيخ علي الملحس، أحد أصدقاء والدهم، وأطلق سراح عقيل بعد الاتفاق على التوجه إلى الشريف علي بن الحسين. أقاموا في الفريش، حيث توفيت والدة عقيل وعبد الله ودفنت هناك، ثم انتقلوا إلى "أبو ضباع" حتى سلمت المدينة لحكومة الملك عبد العزيز بن عبد الرحمن آل سعود.

##### تعليمه

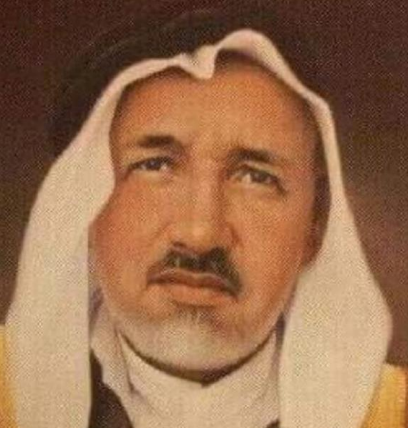
عبدالله بن محمد القين

واصل عبد الله بن محمد القين طلب العلم في المسجد النبوي الشريف على يد عدد من المشايخ، منهم:
- الشيخ عبد الحي أبو خضير
- الشيخ العايش
- الشيخ العمري
- الشيخ أحمد كماخي
- الشيخ عبد الباقي الهندي
- الشيخ محمد الخضر بن ما بأبي
- الشيخ عبد الرؤوف عبد الباقي المصري
- الشيخ محمد سلطان الأفغاني

كما تلقى العلم من علماء نجد، مثل:
- الشيخ عمر بن سليم عندما كان معه في العيون مع إبراهيم النشمي
- الشيخ عبد الله بن حسن في مكة المكرمة
- الشيخ سلمان العمري في المدينة المنورة
- الشيخ محمد بن إبراهيم آل الشيخ في إحدى زياراته إلى المدينة المنورة[78]

##### حياته الشخصية
تزوج عبد الله القين مرتين:
1. بنت الشيخ حسن بن صالح زيتوني من رجال المدينة المنورة في شهر رمضان 1341 هـ.
2. بنت حمود النزال الكبيسي من قبيلة دليم شمال المملكة، وكانت من أكبر رجالات النوري بن شعلان حاكم الجوف والقريات في ذلك الوقت.

في رجب 1353 هـ، عاد عبد الله إلى الحجاز عن طريق سوريا ومصر. أُحيل إلى التقاعد عام 1380 هـ براتب قدره 1341 ريال، وانتقل إلى المدينة المنورة حيث عاش بقية حياته. توفي في 4 محرم 1394 هـ عن عمر يناهز 69 عامًا. توفيت زوجته الثانية عام 1398 هـ في الرياض، ودفنت هناك، بينما توفيت زوجته الأولى عام 1411 هـ في المدينة المنورة ودفنت فيها.

#### 3-صالح القين
صالح بن محمد القين ولد ونشا بالمدينة ودرس بها، التحق بسلك التعليم وعمل مدرسا بالمدرسة الناصرية، ومدرسة المجاهدين، كما عمل مديرا لمكتبة المسجد النبوي، كان من سُكان المناخة، توفي بالمدينة ودفن بها

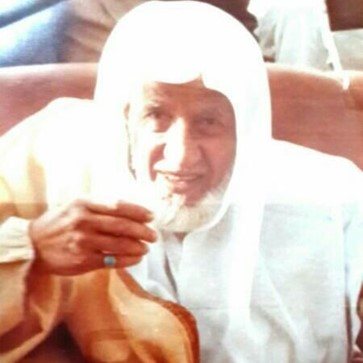
صالح بن محمد القين

## انظر ايضا
- Kenites
- Banu al-Qayn
- قضاعة
- بنو كالب